# Terranova da Sibari
Terranova da Sibari é uma comuna italiana da região da Calábria, província de Cosenza, com cerca de 5.219 habitantes. Estende-se por uma área de 43 km², tendo uma densidade populacional de 121 hab/km². Faz fronteira com Corigliano Calabro, San Demetrio Corone, Spezzano Albanese, Tarsia.
Nessa cidade nasceram os papas Sisto I e Telésforo.

## Demografia
| Variação demográfica do município entre 1861 e 2011                               |
|                                                                                   |
| Fonte: Istituto Nazionale di Statistica (ISTAT) - Elaboração gráfica da Wikipedia |